# Otto Koppenhöfer
Otto Koppenhöfer (* 13. November 1928 in Künzelsau; † 16. Februar 2000 in Heilbronn) war ein deutscher Leichtathlet, der sich auf den Diskuswurf spezialisiert hatte.

## Karriere
Otto Koppenhöfer trat zunächst für den TSV Künzelsau an, ab 1953 warf er für die TG Heilbronn. 
Bei den Deutschen Leichtathletik-Meisterschaften 1957 in Düsseldorf belegte Koppenhöfer den zweiten Platz hinter Martin Bührle. 1958 in Hannover siegte Koppenhöfer vor Bührle.
Otto Koppenhöfer startete 1957 und 1958 bei 12 Meisterschaften und Länderkämpfen im Nationaltrikot. Bei den Europameisterschaften 1958 in Stockholm meisterte er die Qualifikation mit 49,17 Meter und schied dann im Vorkampf als 15. mit 48,42 Meter aus.
Seine Bestleistung von 52,03 Meter warf Koppenhöfer am 28. September 1958 in Waiblingen. Er heiratete 1958 die Sprinterin Erna Hönig, die bei den Deutschen Leichtathletik-Meisterschaften 1955 mit der 4-mal-100-Meter-Staffel der Stuttgarter Kickers auf den dritten Platz gelaufen war.